# Lužické vrchy
Lužické vrchy (geomorf. číslo 317,4 ) jsou geomorfologická oblast ve východní části Německa a západním Polsku, východní část Sasko-lužické nížiny.
V Polsku se nachází pouze jeden mezoregion: část útvaru Wał Mużakowski / Muskauer Hügel.